# アフガニスタンの宗教
| アフガニスタンの宗教（2012年） | アフガニスタンの宗教（2012年） | アフガニスタンの宗教（2012年） | アフガニスタンの宗教（2012年） | アフガニスタンの宗教（2012年） |
| ------------------------------ | ------------------------------ | ------------------------------ | ------------------------------ | ------------------------------ |
| 宗教                           |                                |                                | ％                             |                                |
| イスラム教スンナ派             | イスラム教スンナ派             |                                | 90%                            | 90%                            |
| イスラム教シーア派             | イスラム教シーア派             |                                | 9.7%                           | 9.7%                           |
| その他の宗教                   | その他の宗教                   |                                | 0.3%                           | 0.3%                           |

アフガニスタンの宗教（2012年）
アフガニスタンの宗教（Pew調査）
本項では、アフガニスタンの宗教（アフガニスタンのしゅうきょう）について解説する。アフガニスタンは国民のほとんどがイスラム教を信仰しており、特にイスラム教スンニ派（スンナ派）を国民の約90％が信仰している。米国中央情報局（CIA）の『ザ・ワールド・ファクトブック』によると、スンナ派は人口の84.7〜89.7％、シーア派は10〜15％を占めている。0.3％は他の少数派の宗教を信仰している。
2021年ターリバーン攻勢でアフガニスタン・イスラム首長国が国土を再び掌握したことに伴うイスラーム教徒による宗教的迫害、同じイスラム主義を掲げながらターリバーンと対立するISKP（イスラム国ホラサン州）の攻撃により、スンニ派以外のイスラム教宗派（シーア派やスーフィズム等）および他宗教の信徒の殺害、弾圧やそれを逃れるための出国が相次いでおり、過去のデータを参照する際には留意が必要である。

## 歴史
アフガニスタンの宗教（1947年時点）
ゾロアスター教は、紀元前1800年から紀元前800年の間に現在のアフガニスタンで生まれたとする説があり、創始者のゾロアスターは、当時アリアナと呼ばれていたバルフに住んで死去したとされている。ゾロアスター教が台頭した頃、この地域では古代東イラン語が話されていた可能性がある。紀元前6世紀半ばまでに、アケメネス朝ペルシアはメディア王国を倒し、アラコシア、アリア、バクトリアを東の境界線内に組み入れた。ペルシアのダレイオス1世の墓の碑文には、彼が征服した29か国のリストの中にカブール渓谷のことが書かれている。
イスラム教が伝来する前は、アフガニスタン南部はゾロアスター教の拠点であった。ペルシとアラコシアの間にはゾロアスター教の信仰に関する密接な関係があった。アヴェスターはアラコシアを通じてペルシャに伝わったと考えられている。そのため、この地域は「ゾロアスター教にとっての第二の祖国」とも考えられている。

主に現在のアフガニスタンの東部と南部に集中しており、初期（紀元前2000年から1500年頃）のインド・アーリア人の住人はヒンドゥー教を信仰していた。これらの住民の中で特筆すべきはガンダーラ人とカンボージャ人であり、パシャイ人やヌーリスターン人は、これらヴェーダ時代のインド・アーリア人の現代的な例である。ヴェーダ時代のパクタ族を祖先とする要素を持つアフガニスタンの多数派民族パシュトゥーン人は、ヒンドゥー教や仏教も広く信仰した。
「パクタ族、バラナース族、ビシャニン族、アリナス族、シヴァス族は辺境の5つの部族であった。パクタ族はクルマ族の起源となった丘陵地帯に住んでおり、ジマーは彼らが現在のアフガニスタン東部にいたと位置づけ、彼らを現代のパシュトゥーン人とみなしている」
紀元前4世紀にアレキサンダー大王がこの地域を征服・占領した後、後継国家のセレウコス朝が同地域を支配し続け、紀元前305年に同盟条約の一環としてインドのマウリヤ朝にその大部分を譲渡した。マウリヤ朝はインドから仏教を持ち込み、マウリヤ朝が滅亡する紀元前185年頃までアフガニスタン南部と東部の一部を支配していた。「アフガニスタンの仏教」も参照。
7世紀、ウマイヤ朝のアラブ人イスラム教徒は、642年のニハーヴァンドの戦いでサーサーン朝に対して決定的な勝利を収めた後（イスラーム教徒のペルシア征服）、現在のアフガニスタン地域に進出した。この大敗により、サーサーン朝最後の皇帝ヤズデギルド3世は追われる身となり、東の中央アジアの奥地へと逃亡した。ヤズデギルド3世を追跡するにあたり、アラブ人はペルシア（現在のイラン）北東部からこの地域に入り、その後ヘラートに進出し、そこで軍の大部分を駐留させてからアフガニスタンの他の地域に進軍することを選択した。アラブ人は、現地の人々にイスラム教を布教することに力を注いだ。
特にウマル・イブン・アブドゥル・アジズ（717年から720年までのカリフ）とヒシャム・イブン・アブドゥルマリク（724年から743年までのカリフ）の治世下で、ウマイヤ朝の布教活動を通じてアフガニスタン北部地域の住民の多くがイスラム教を受け入れた。ムウタスィムの治世では、この地域のほとんどの住民の間でイスラム教が一般的に信仰されており、最終的にヤアクーブ・イブン・アル＝ライス・アル＝サッファールの治世で、アフガニスタンの他の主要都市と共にカーブルの主要な宗教としてイスラム教が圧倒的に優勢となった。その後、9世紀にはコーランが初めてペルシア語に全翻訳されたため、サーマーン朝は中央アジアの奥地までイスラム教を広めた。9世紀以来、アフガニスタンの宗教はイスラム教が圧倒的優位になっている。イスラム指導者は様々な危機の際に政治の世界に入ってきたが、世俗的な権威を長い間行使することはほとんどなかった。アフガニスタン東部の国境にあったヒンドゥー・シャヒ朝の残党は、998年から1030年にかけてマフムードによって追放された。
ヌーリスターン地域はアニミズムと古代ヒンドゥー教を信仰する独特の民族ヌーリスターン人が住んでいたため、1890年代まではカーフィリスタン（カーフィルまたは「異教徒」の地）と呼ばれていた。

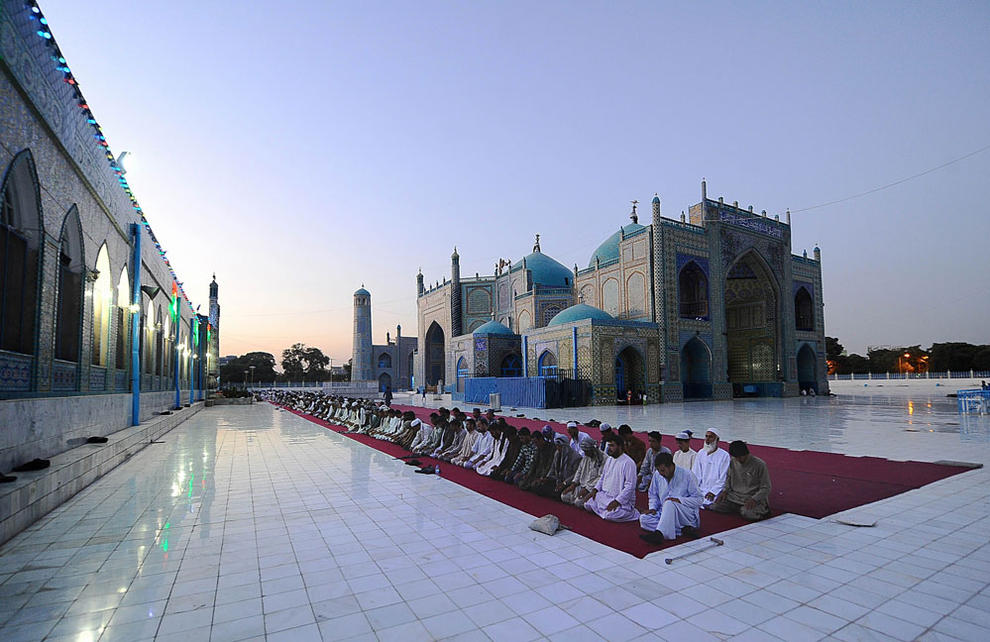
アフガニスタン北部の都市マザーリシャリーフのブルーモスク（またはアリー廟）で祈る男性

アフガニスタンでムスリムが多数派である状況は現代まで続いているが、政体・国号はアフガニスタン王国からアフガニスタン共和国に変わり、マルクス主義のアフガニスタン人民民主党（PDPA）が政権を握った（アフガニスタン民主共和国）。PDPAはイスラムの影響力を弱めようと動き、「無神論的」で「無信仰」のマルクス主義のイデオロギーに基づいて宗教団体の多くのメンバーを投獄、拷問、殺害した。アフガニスタン北隣のソビエト連邦はPDPAを支援して軍事介入。これに対する抵抗運動に、南隣のパキスタンなど多くのイスラム諸国が支援したり、国内外のムスリムがムジャーヒディーンとして対ソ連ゲリラ戦に参加したりした。このアフガニスタン紛争 (1978年-1989年)は、アフガニスタンの政治や軍事にイスラム教が大きく介入するきっかけとなり、イスラム教は多民族の政治対立を結束させた。
ソ連はムジャーヒディーンに勝利できず撤退を決め、1987年の国民和解交渉の後、イスラム教は再び国教となり、国号から「民主」が削除され、1987年から1992年までの国の正式名称はアフガニスタン共和国だった。その後、アフガニスタン・イスラム国と、内戦で台頭したターリバーンによるアフガニスタン・イスラム首長国の併存を経て、アメリカ同時多発テロ事件（2001年）の策源地となったアフガニスタンに米軍などが介入。ターリバーンは政権は一度崩壊して、国家主導のイスラム教と民主主義を融合したアフガニスタン・イスラム共和国が樹立されたものの、アフガニスタン紛争 (2001年-2021年)を経てターリバーンが政権を奪回し、アフガニスタン・イスラム首長国が再び全国政権となった。
アフガニスタンにとって、イスラム教は、部族的忠誠への深い誇りと、アフガニスタンなどの多部族および多民族社会に見られる個人的・家族的名誉の豊かな感覚から頻繁に生じる分裂を相殺する、潜在的に統一された象徴体系を表している。モスクは礼拝の場としてだけでなく、来客の避難所、集会や会話の場、社会的な宗教的祝祭の中心、学校など様々な機能を担っている。ほぼ全てのアフガニスタン人は、若い頃に一度はモスクの学校で勉強したことがあり、それが唯一の正式な教育である人もいる。

## 少数宗派

### イスラム教シーア派
シーア派はアフガニスタンの総人口の7％から20％を占める。ハザーラ人の中にはスンナ派も極少数いるが、圧倒的にシーア派が多く、そのほとんどはシーア派の一派十二イマーム派であり、イスマーイール派を信仰する小グループも存在する。アフガニスタンのクズルバシュは伝統的にシーア派であった。
シーア派はアフガニスタン西隣のイラン・イスラム共和国の国教であり、アフガニスタンにおけるシーア派への迫害は両国間の緊張の源となっている。

### 近代主義と非宗派イスラム教徒
現代におけるイスラム近代主義・非宗派イスラム教徒運動の最も重要な信仰復興論者・蘇生者の1人がジャマール・アド・ディン・アル・アフガニである。

### ゾロアスター教徒
『世界キリスト教百科事典』によると、1970年に2000人のアフガニスタン人がゾロアスター教徒であると確認されている。

### インドの宗教
歴史的に、アフガニスタンの南部と東部は、インド発祥の宗教（ヒンドゥー教と仏教）が優位な時代が長く続いた。その後、アフガニスタンとインド亜大陸北西部はイスラム化され、インド・パキスタン分離独立につながった。
アフガニスタンで約1300人のシク教徒と600人強のヒンズー教徒は様々な都市に住んでおり、主な居住都市はカーブル、ジャラーラーバード、ガズニーである。アウタル・シン上院議員は、アフガニスタン国民議会で唯一のシク教徒であった。2022年時点、アフガニスタン国内のシク教徒は迫害対象となっており、インド政府が査証を発給して国外脱出を支援した。
アフガニスタンの仏教史の中で特筆すべき名残は、6世紀から7世紀にかけて彫られた巨大なバーミヤンの仏像群である。この仏像は2001年3月に当時の支配者のターリバーンによって偶像崇拝であるとしてロケット弾や銃を用いて破壊された。

### バハイ教
バハイ教は1919年にアフガニスタンに伝わり、1880年代から国内にバハイ教信者が住んでいる。 2010年時点で、アフガニスタンには約1万6500人のバハイ教徒がいる。

### キリスト教
いくつかの未確認の報告によれば、国内で密かに信仰を実践しているアフガニスタンのキリスト教徒は1000～1万8000人いる。2015年の調査では、国内に居住するイスラム教徒の背景を持つキリスト教徒は約3300人いると推定されている。

### ユダヤ教
アフガニスタンには、1979年のソ連侵攻の前後に国外に逃れた小規模のユダヤ人コミュニティが存在した。1990年代にターリバーンが国を支配した後、アフガニスタンの隠れユダヤ教徒500～1000人がイスラム教に改宗することを余儀なくされたと考えられている。イスラエル、米国、カナダ、英国にはアフガニスタン系ユダヤ人の国外居住者コミュニティがある。最後のユダヤ人であるザブロン・シミントフは、ターリバーンが再びアフガニスタンの支配を始めたことにより、2021年9月7日時点でアフガニスタンを去っていた。